# Kaspar Karik
Kaspar Karik (* 25. September 1990 in Tallinn, Estnische SSR) ist ein ehemaliger estnischer Eishockeyspieler, der zuletzt bis 2015 beim HC Panter Tallinn in der Meistriliiga unter Vertrag steht.

## Karriere
Karik begann seine Karriere als Eishockeyspieler in seiner Heimatstadt Tallinn beim HK Stars, für den er als 15-Jähriger in der Meistriliiga debütierte und mit dem er 2006 auf Anhieb estnischer Meister wurde. In den Folgejahren spielte er für die Tallinna Eagles, Purikad Tallinn und die estnische U20-Auswahl ebenfalls in der Meistriliiga. 2009 wagte er den Sprung nach Deutschland und spielte für den ESV Kaufbeuren in der Junioren-Bundesliga, wurde aber auch einmal in der zweiten Bundesliga eingesetzt. Nach nur einem Jahr kehrte er nach Estland zurück und spielte zunächst für den unterklassigen Elioni SK. Seit 2011 spielte er für den HC Panter Tallinn wieder in der Meistriliiga, wo er seine Karriere 2015 beendete.

### International
Im Juniorenbereich nahm Karik für Estland an den U18-Weltmeisterschaften der Division II 2007 und 2008 sowie den U20-Weltmeisterschaften der Division II 2008 und 2010 und der Division I 2009 teil.
Mit der Herren-Nationalmannschaft spielte er bei den Weltmeisterschaften der Division II 2009 und 2010 sowie der Division I 2015.

## Erfolge und Auszeichnungen
- 2006 Estnischer Meister mit dem HK Stars
- 2008 Aufstieg in die Division I bei der U20-Weltmeisterschaft der Division II, Gruppe B
- 2010 Aufstieg in die Division I, Gruppe B, bei der Weltmeisterschaft der Division II, Gruppe B